# Kaple Panny Marie (Dobruška)
Kaple Panny Marie je římskokatolická kaple v Dobrušce na Opočenské ulici. Patří pod děkanství Dobruška. Vlastníkem kaple není církev, má stejného majitele jako sousední Penzion Adriana. Soukromým vlastníkem byla opravena.

## Bohoslužby
K pravidelným bohoslužbám není kaple využívána.

## Galerie

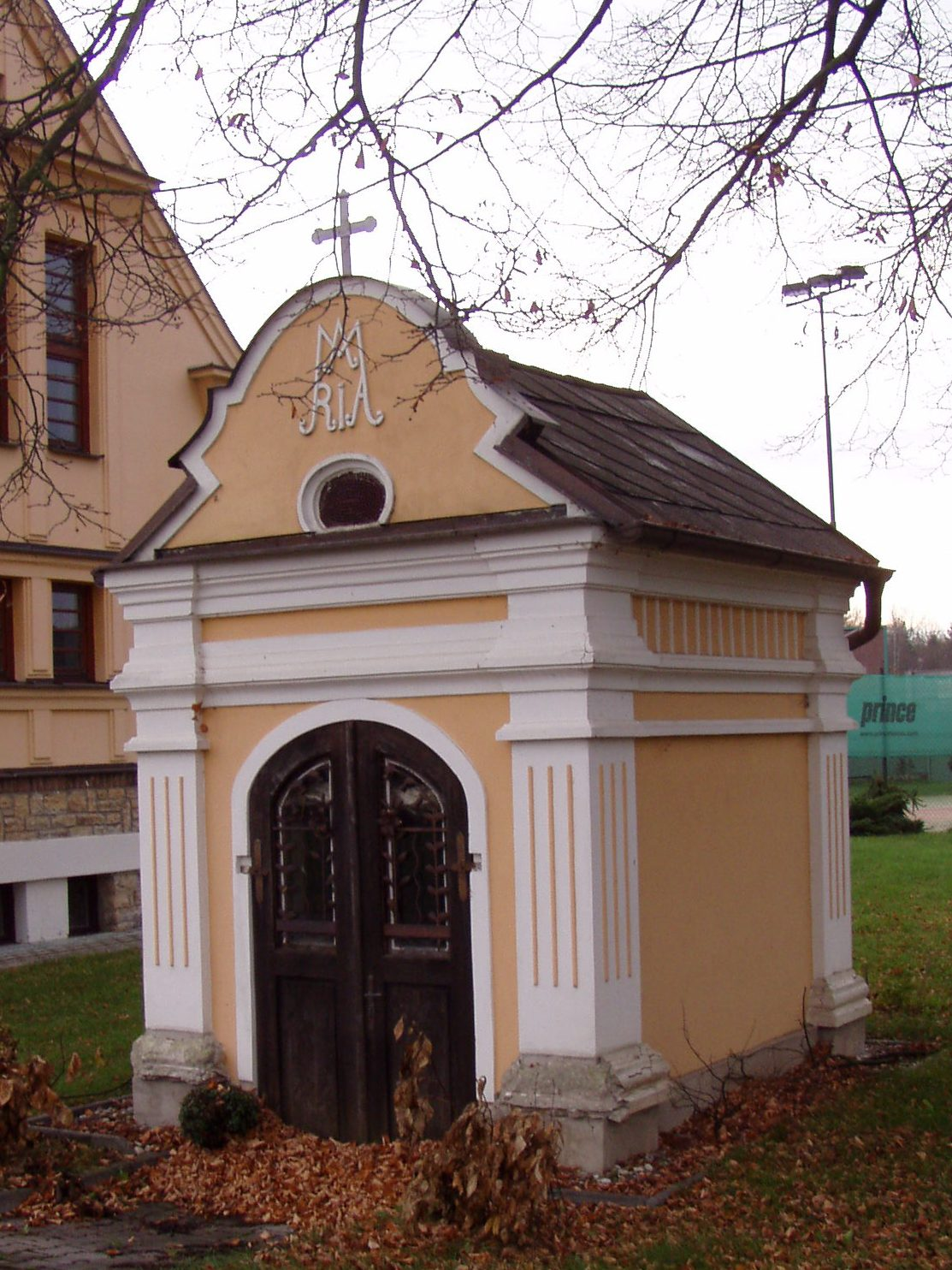
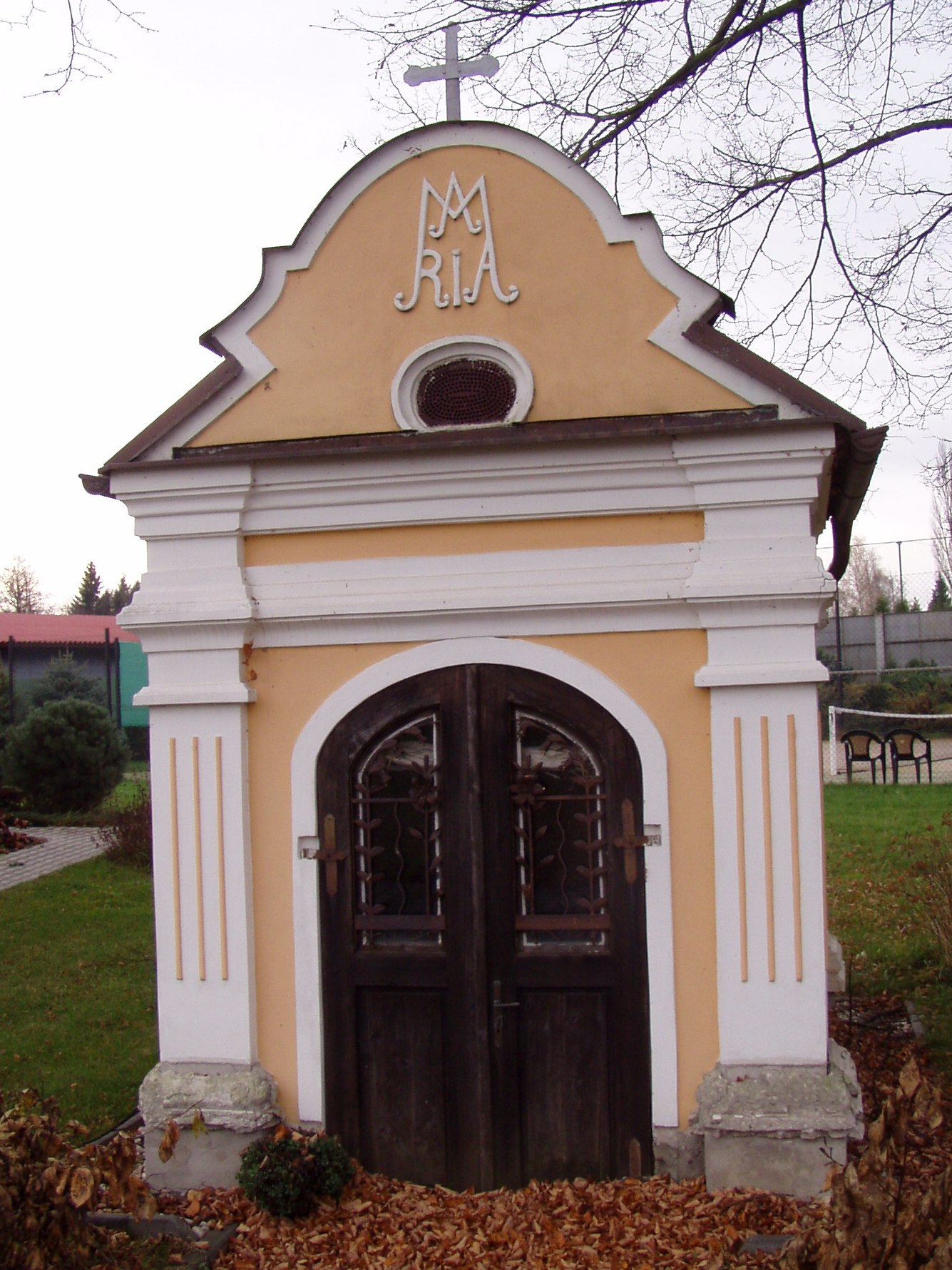
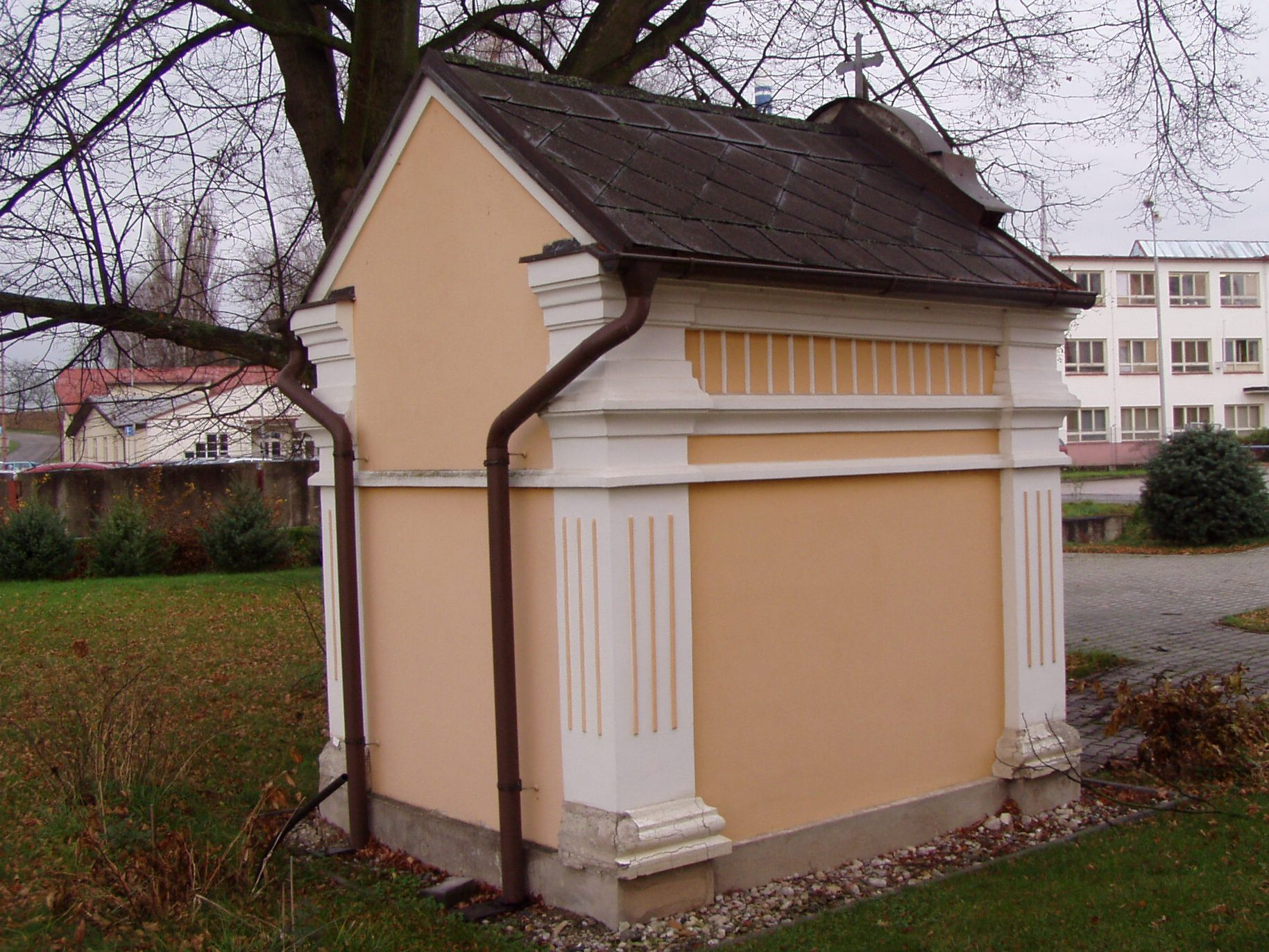